# Dmitri Righin
Dmitri Vasilievici Righin (în rusă Дмитрий Васильевич Ригин; n. 10 aprilie 1985, Krasnoiarsk, Siberia) este un scrimer rus specializat pe floretă, vicecampion mondial pe echipe în 2015 și campion european pe echipe în 2016. La individual a câștigat patru turnee de Cupa Mondială, clasându-se pe locul 5 în sezonul 2014-2015.

## Palmares
Clasamentul la Cupa Mondială
| An  | 2005 | 2006 | 2007 | 2008 | 2009 | 2010 | 2011 | 2012 | 2013 | 2014 | 2015 |
| --- | ---- | ---- | ---- | ---- | ---- | ---- | ---- | ---- | ---- | ---- | ---- |
| Loc | 288  | 153  | 54   | 188  | 77   | 95   | 17   | 92   | 73   | 9    | 5    |